# Branchierpeton
Branchierpeton is een geslacht van uitgestorven temnospondyle Batrachomorpha (basale 'amfibieën'), behorend tot de dissorofoïden. Het leefde tussen het Laat-Carboon en het Vroeg-Perm (ongeveer 305 - 290 miljoen jaar geleden) en zijn fossiele overblijfselen zijn gevonden in Europa en Afrika.

## Beschrijving
Dit dier is bekend van talrijke exemplaren en daarom is een vrij gedetailleerde reconstructie mogelijk: het moet een dier zijn geweest dat lijkt op een salamander, waarbij de volwassen exemplaren neotenische kenmerken behielden zoals kieuwen, vergelijkbaar met de huidige axolotl (Ambystoma mexicanum). Branchierpeton had een vrij korte en zeer brede schedel, vooral aan de achterzijde. Sommige kenmerken herinnerden aan de verwante Limnogyrinus, zoals de verkorte postpariëtale en tabulaire botten en de aanwezigheid van een grote inham van het squamosum. Het verhemeltebeen was langwerpig en het postfrontale eindigde in een voorste zone waar geen prefrontale-postfrontale beennaad zichtbaar was. Het interclaviculum was bijna cirkelvormig en verschilde duidelijk van dat van soortgelijke dieren als Micromelerpeton en Limnogyrinus.

## Classificatie
Branchierpeton is een vertegenwoordiger van de micromelerpetiden, een groep amfibieën die meestal van kleine tot middelgrote omvang is, gekenmerkt door de aanwezigheid van juveniele kenmerken, zelfs in het volwassen stadium. In het bijzonder blijkt dat Branchierpeton een meer afgeleide micromelerpetide was dan Limnogyrinus, en dat het het zustertaxon van Micromelerpeton was.
Het geslacht Branchierpeton werd opgericht in 1972 door Boy om plaats te bieden aan een type amfibieën, voorheen toegeschreven aan het geslacht Branchiosaurus (Branchierpeton amblystomus). De geslachtsnaam combineert een verwijzing naar Branchiosaurus met het Grieks herpeton, 'kruipend dier'. Naast de soort Branchierpeton amblystomus, bekend van fossielen uit het Vroeg-Perm van Niederhaslich (Saksen, Duitsland), zijn er nog andere soorten benoemd: Branchierpeton reinholdi uit het Onder-Perm van Tabarz (Duitsland), Branchierpeton saalense uit het Boven-Carboon van Petersburg (Duitsland) en van Libechov (Tsjechië) en Branchierpeton saberi van het Boven-Carboon van Marokko. Deze laatste soort, die zich onderscheidt door enkele kenmerken van de schedel, opperarmbeen en interclavicula, vertegenwoordigt de oudste tetrapode in de Maghreb. De aanwezigheid van Branchierpeton in Afrika suggereert dat migratie over lange afstanden over de Laat-Paleozoïsche bergketens ook mogelijk was voor kleine en voornamelijk aquatische amfibieën (Werneburg, 2019).